# Surface Hub 2S
 Surface Hub 2S是微软开发和销售的第二代交互式白板 ，是Microsoft Surface系列的一员 。 与第一代Surface Hub一样，Hub 2S可以壁挂或安装在旋转轴上。 该设备的显示器是一块50英寸（130）  和带有多点触摸和多只笔支持的4K 触摸屏 。它运行Windows 10操作系统。  

## 特点

### 硬件
Surface Hub 2S使用第8代Intel Core Kaby Lake Core i5处理器并运行64位版本的Windows 10。 该设备支持最高3840×2560的4K分辨率，GPU为集成在CPU中的Intel UHD Graphics 620。 
与第一代Surface Hub型号不同，Hub 2S带有与设备分离的新Surface Hub 2相机，可以将其插入设备侧面的任何一个USB-C端口内。 相机会以30fps的速度以2160p（4K）分辨率产生视频，并具有防闪烁和基于面部的自动曝光功能。 

### 软件
Surface Hub运行Windows 10 Team，同时预安装了Skype for Business和Microsoft Teams for Surface Hub。 集线器的欢迎屏幕具有三个按钮-呼叫（Microsoft Teams），白板（Microsoft Whiteboard）和连接（Miracast）。 

## 配置
| 价格(USD) | 中央处理器          | 显卡                   | 内部存储器 | 内存 |
| --------- | ------------------- | ---------------------- | ---------- | ---- |
| $ 8,999   | 第八代Intel Core i5 | Intel UHD Graphics 620 | 128 GB     | 8 GB |